# Mistrzostwa Świata w Kolarstwie Przełajowym 2003
54. Mistrzostwa Świata w Kolarstwie Przełajowym odbyły się w dniach 1–2 lutego 2003 roku we włoskiej miejscowości Monopoli.

## Medaliści
| Konkurencja:             | Złoto:               | Czas    | Srebro:               | Czas     | Brąz:              | Czas     |
| Klasyfikacja mężczyzn    |                      |         |                       |          |                    |          |
| Elite (2 lutego 2003)    | Bart Wellens         | 56:43 m | Mario De Clercq       | + 0:38 m | Erwin Vervecken    | + 1:20 m |
| U-23 (1 lutego 2003)     | Enrico Franzoi       | 49:22 m | Wesley Van Der Linden | + 0:28 m | Thijs Verhagen     | + 0:35 m |
| Juniorzy (1 lutego 2003) | Lars Boom            | 37:51 m | Eddy van IJzendoorn   | + 0:30 m | Zdeněk Štybar      | + 0:36 m |
| Klasyfikacja kobiet      |                      |         |                       |          |                    |          |
| Elite (2 lutego 2003)    | Daphny van den Brand | 38:24 m | Hanka Kupfernagel     | + 0:02 m | Laurence Leboucher | + 0:16 m |

## Szczegóły

### Zawodowcy
| Medal | Zawodnik        | Narodowość | Czas    |
| ----- | --------------- | ---------- | ------- |
|       | Bart Wellens    | Belgia     | 56:43 m |
|       | Mario De Clercq | Belgia     | + 0:38  |
|       | Erwin Vervecken | Belgia     | + 1:20  |
| 4     | Ben Berden      | Belgia     | + 1:28  |
| 5     | Sven Nys        | Belgia     | + 1:28  |
| 6     | Francis Mourey  | Francja    | + 2:07  |
| 7     | Daniele Pontoni | Włochy     | + 2:07  |
| 8     | Tom Vannoppen   | Belgia     | + 2:24  |
| 9     | Jiří Pospíšil   | Czechy     | + 2:26  |
| 10    | Arnaud Labbé    | Francja    | + 2:26  |

### U-23
| Medal | Zawodnik              | Narodowość | Czas    |
| ----- | --------------------- | ---------- | ------- |
|       | Enrico Franzoi        | Włochy     | 49:22 m |
|       | Wesley Van Der Linden | Belgia     | + 0:28  |
|       | Thijs Verhagen        | Holandia   | + 0:35  |
| 4     | Martin Bína           | Czechy     | + 1:25  |
| 5     | Bart Aernouts         | Belgia     | + 1:31  |
| 6     | Jean-Baptiste Béraud  | Francja    | + 1:32  |
| 7     | Tim Van Nuffel        | Belgia     | + 1:33  |
| 8     | Steve Chainel         | Francja    | + 1:35  |
| 9     | Pieter Wieening       | Holandia   | + 1:36  |
| 10    | Theo Eltink           | Holandia   | + 1:36  |

### Juniorzy
| Medal | Zawodnik             | Narodowość | Czas    |
| ----- | -------------------- | ---------- | ------- |
|       | Lars Boom            | Holandia   | 37:51 m |
|       | Eddy van IJzendoorn  | Holandia   | + 0:30  |
|       | Zdeněk Štybar        | Czechy     | + 0:36  |
| 4     | Sebastiaan Langeveld | Holandia   | + 0:39  |
| 5     | Romain Villa         | Francja    | + 1:01  |
| 6     | Jan Šel              | Czechy     | + 1:07  |
| 7     | Niels Albert         | Belgia     | + 1:34  |
| 8     | František Klouček    | Czechy     | + 1:38  |
| 9     | Clément Lhotellerie  | Francja    | + 1:39  |
| 10    | Tom Van Den Bosch    | Belgia     | + 1:55  |

### Kobiety
| Medal | Zawodnik             | Narodowość        | Czas    |
| ----- | -------------------- | ----------------- | ------- |
|       | Daphny van den Brand | Holandia          | 38:24 m |
|       | Hanka Kupfernagel    | Niemcy            | + 0:02  |
|       | Laurence Leboucher   | Francja           | + 0:16  |
| 4     | Annabella Stropparo  | Włochy            | + 0:31  |
| 5     | Mette Andersen       | Dania             | + 1:05  |
| 6     | Maria Paola Turcutto | Włochy            | + 1:10  |
| 7     | Maryline Salvetat    | Francja           | + 1:19  |
| 8     | Nicole de Bie-Leyten | Holandia          | + 1:23  |
| 9     | Corine Dorland       | Holandia          | + 1:24  |
| 10    | Ann Grande           | Stany Zjednoczone | + 1:24  |

## Tabela medalowa
| Miejsce | Państwo  |   |   |   |   |
| ------- | -------- | - | - | - | - |
| 1.      | Holandia | 2 | 1 | 1 | 4 |
| 2.      | Belgia   | 1 | 2 | 1 | 4 |
| 3.      | Włochy   | 1 | 0 | 0 | 1 |
| 4.      | Niemcy   | 0 | 1 | 0 | 1 |
| 5.      | Czechy   | 0 | 0 | 1 | 1 |
| 5.      | Francja  | 0 | 0 | 1 | 1 |